# MO-opleiding

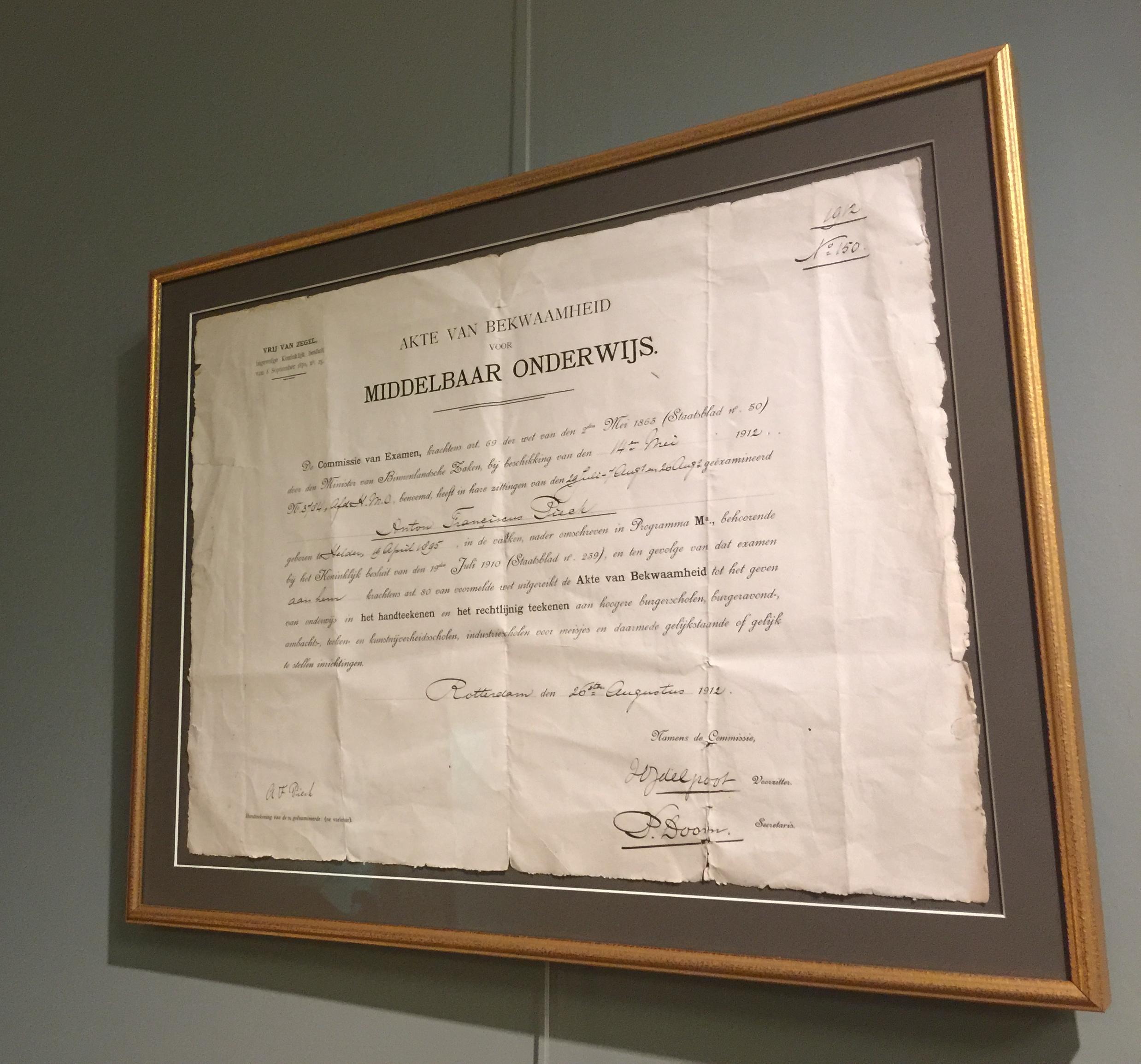
"Akte van bekwaamheid" Middelbaar Onderwijs (1912)

MO-opleidingen waren opleidingen tot leraar in het Nederlands voortgezet onderwijs, dat toen middelbaar onderwijs genoemd werd. In de periode 1912-1987 leverden deze opleidingen bijna de helft van het aantal docenten.

## Geschiedenis
Sinds de Middelbaar Onderwijswet van 1863 waren er twee wegen naar het leraarschap in het voortgezet onderwijs: de universiteit en het staatsexamen. De MO-opleidingen zijn in 1921 ontstaan als voorbereiding tot het staatsexamen voor de lesbevoegdheid in het voortgezet onderwijs, de MO-akte. De staat heeft bij de wet van 1863 weliswaar exameneisen gesteld, maar is nooit overgegaan tot het opleiden zelf. Dat werd overgelaten aan het particulier initiatief.
Particuliere niet-commerciële instanties verzorgden deeltijdcursussen voor voornamelijk onderwijzers die in het lager onderwijs werkzaam waren. Voor hen stond een universitaire vervolgopleiding niet open omdat die niet te combineren viel met hun hoofdbetrekking, maar vooral werden ze niet toegelaten omdat ze veelal via een (m)ulo-vooropleiding naar de kweekschool voor onderwijzers waren gekomen. Voorbeelden van zulke instellingen waren de School voor Taal- en Letterkunde in Den Haag en de Nutsacademie die in Rotterdam was opgericht door de Maatschappij tot Nut van 't Algemeen. In 1987 werden de MO-opleidingen in het hbo geïntegreerd.
De term "middelbaar" had in deze tijd een andere betekenis dan nu, immers er vielen opleidingen onder die heden ten dage niet meer als "middelbaar" worden gezien; denk aan onder andere het hbo. Naast de MO-akten bestonden er ook diverse LO-akten, de akten voor het lager onderwijs. Ook deze term had vroeger een andere betekenis dan nu.
Aan de MO-opleidingen studeerden in de jaren 1980 ongeveer 20.000 personen. Ongeveer de helft van het aantal leraren werkzaam in het voortgezet onderwijs had toen een MO-opleiding gevolgd. Een eerstegraadsbevoegdheid kon ook worden behaald via een universitaire opleiding, die een academische graad verleende die voor MO-afgestudeerden niet was weggelegd. Een didactische aantekening, verkregen na een didactische scholing, was op enig moment wel een vereiste om deze bevoegdheid te krijgen. Daarnaast konden in de praktijk studenten aan sommige universiteiten een MO-akte behalen, na het kandidaatsexamen, een didactische scholing en ongeveer een half jaar aanvullend onderwijs of onderzoek in hun vakgebied. De MO-opleiding hield in 1987 op te bestaan omdat deze niet zou aansluiten bij de moderne eisen die het onderwijs stelde.

## Bevoegdheden en diploma's
- LO-akte = 3e-graads / bevoegd t/m mavo-4
- MO-A = 2e-graads / bevoegd voor onderbouw havo/vwo en gehele mbo (bijvoorbeeld: Frans, Wiskunde, Boekhouden, Natuur- en Scheikunde)
- MO-B = 1e-graads / bevoegd voor het gehele voortgezet onderwijs en het hbo (bijvoorbeeld:  Frans, Wiskunde, Natuurkunde, Scheikunde, Pedagogiek)
- Ongesplitst MO = 1e-graads (bijvoorbeeld: Staatsinrichting, Economie, Aardrijkskunde, Geschiedenis, Plant- en Dierkunde)/bevoegd voor gehele voortgezet onderwijs en het hbo
- MO P-akte (lichamelijke opvoeding)

## Na het verdwijnen van de MO-akte
Na het verdwijnen van de MO-opleidingen ontstonden de nieuwe lerarenopleidingen (NLO). Aan deze opleidingen werd oorspronkelijk aan studenten een bevoegdheid voor twee vakken gegeven, een 2e-graadsbevoegdheid voor het hoofdvak en een 3e-graadsbevoegdheid voor het bijvak. Tegenwoordig studeert men altijd af als 2e-graadsdocent. Naast de hbo-route om een 2e-graadsbevoegdheid te behalen is er sinds enige tijd  een universitaire route. WO-Bachelor-gediplomeerden die een educatieve minor hebben gevolgd zijn 2e-graadsbevoegd.
Een 1e-graadsbevoegdheid kan gehaald worden via de ULO (universitaire lerarenopleiding), een 1- of 2-jarige masteropleiding, een 1-jarige post-masteropleiding, of door het volgen van een post-hbo-studie (hbo-master).